# Dahakhani
Dahakhani (nep. दहखानी) – gaun wikas samiti w środkowej części Nepalu w strefie Narajani w dystrykcie Chitwan. Według nepalskiego spisu powszechnego z 2001 roku liczył on 589 gospodarstw domowych i 3571 mieszkańców (1764 kobiet i 1807 mężczyzn).